# Selma M'Nasria
Selma M'Nasria (sinh ngày 11 tháng 10 năm 1986) là một nữ cầu thủ bóng rổ chuyên nghiệp người Tunisia.